# 第57回ブルーリボン賞 (鉄道)

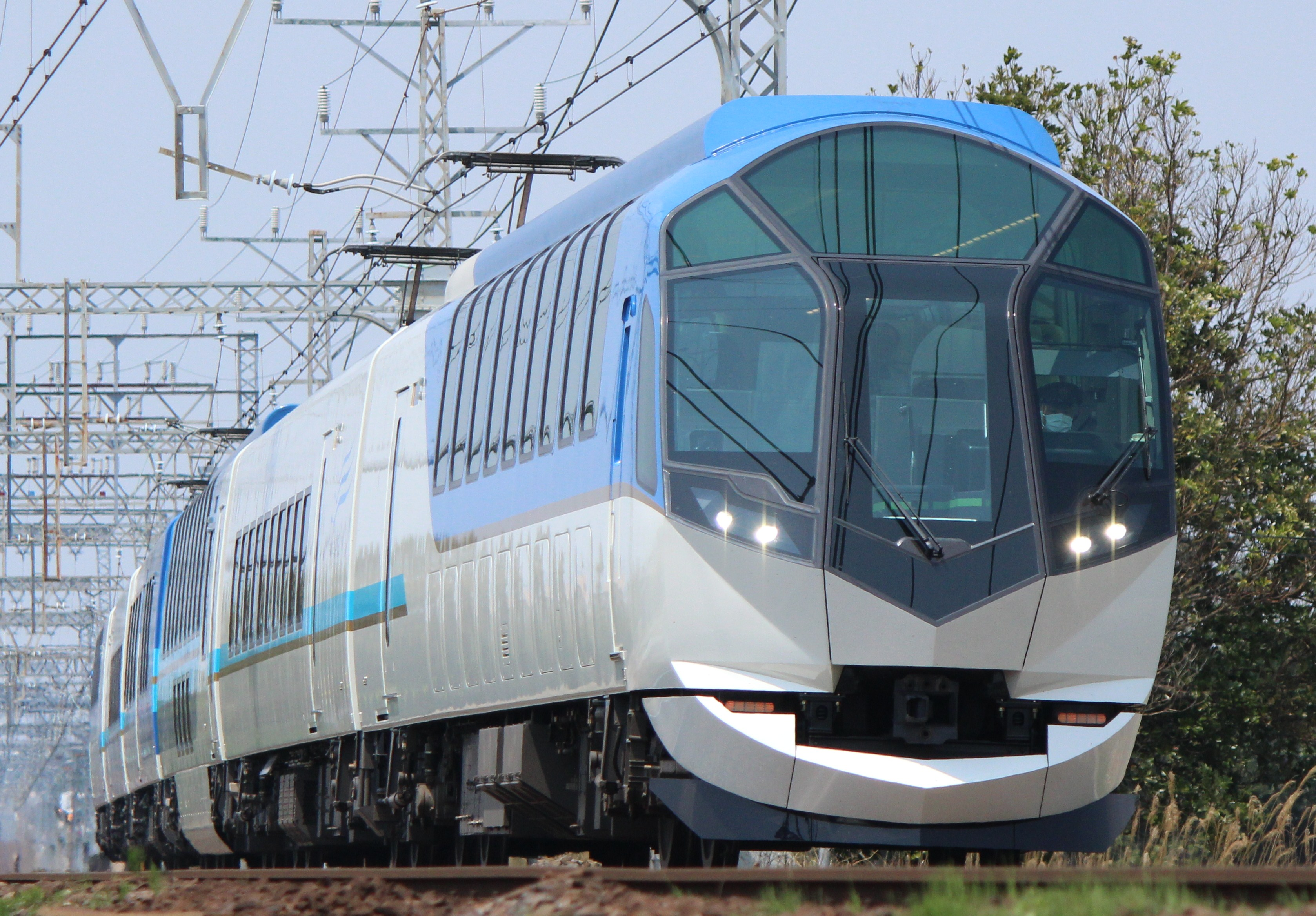
第57回ブルーリボン賞
近畿日本鉄道50000系電車

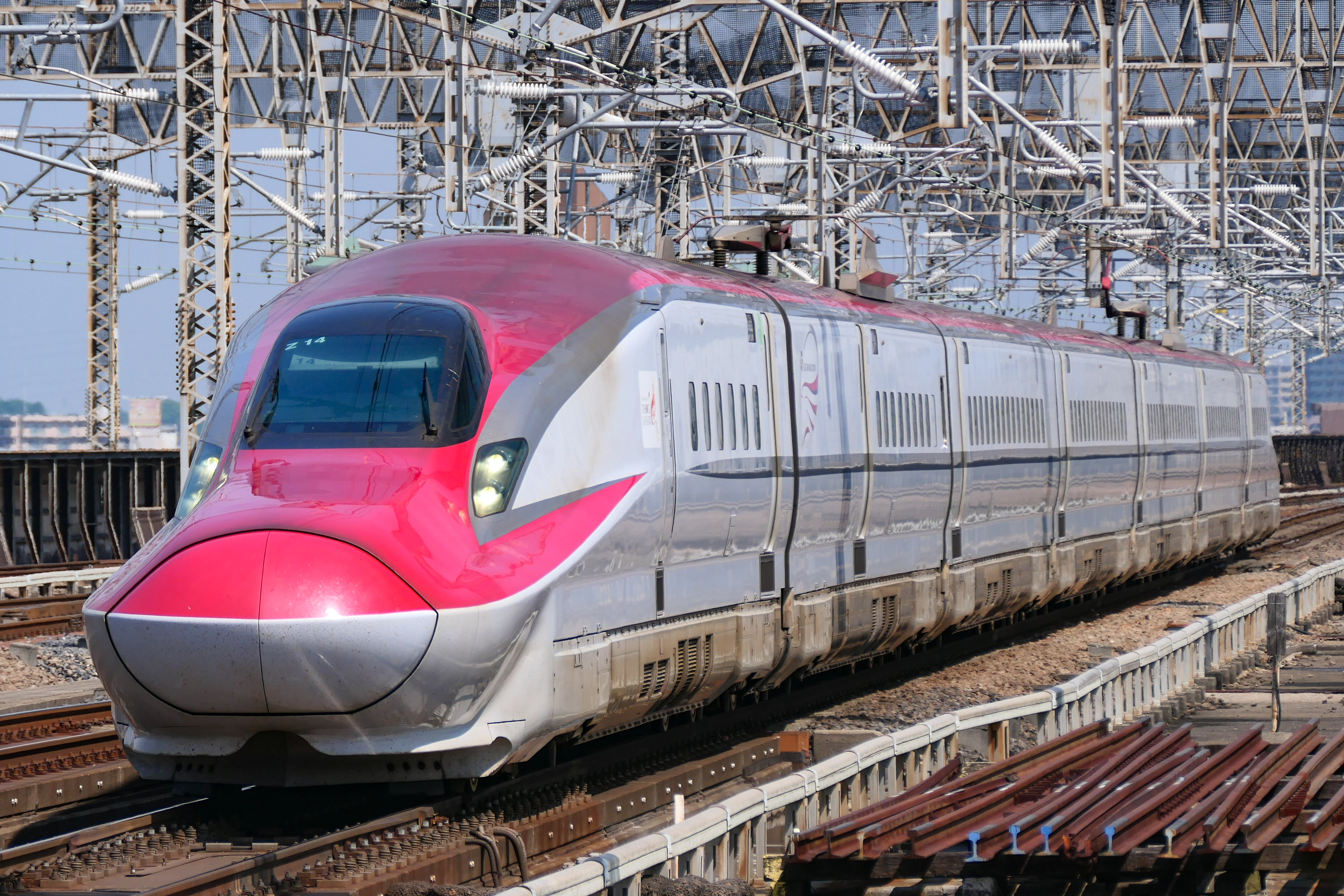
第54回ローレル賞
東日本旅客鉄道E6系新幹線電車

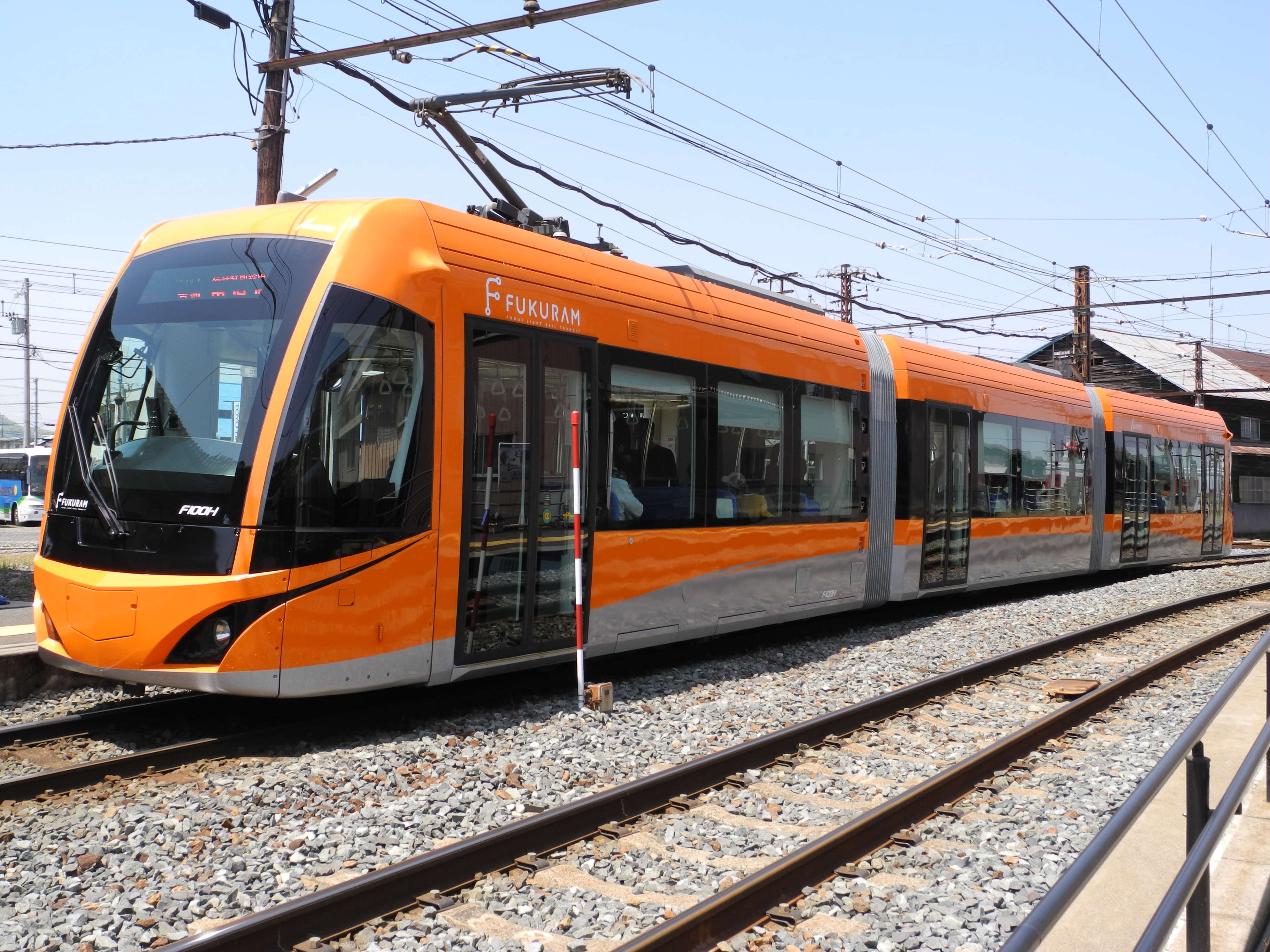
第54回ローレル賞
福井鉄道F1000形電車

第57回ブルーリボン賞（だい57かいブルーリボンしょう）は、2014年に鉄道友の会が選定したブルーリボン賞である。本項では、第54回ローレル賞（だい54かいローレルしょう）についても併せて記す。

## 概要
日本国内で使用する鉄道・軌道車両のうち、2013年1月1日から12月31日までの間に日本国内で営業運転に就いた新形式車両またはそれとみなせる車両で、候補車両決定の時点で現に営業をしていることを概ねの要件とする選定候補車両12車種のなかから、ブルーリボン賞1形式、ローレル賞2形式が選定された。

## 選定車両

### ブルーリボン賞
- 近畿日本鉄道 50000系電車[1]

### ローレル賞
- 東日本旅客鉄道 E6系新幹線電車[1]
- 福井鉄道 F1000形電車[1]

## 候補車両
鉄道友の会ブルーリボン賞・ローレル賞選考委員会が、候補車両とした12車種。
| 会社名           | 車両形式                          |
| ---------------- | --------------------------------- |
| 札幌市交通局     | A1200形電車                       |
| 上信電鉄         | 7000形電車                        |
| 東日本旅客鉄道   | E6系新幹線電車                    |
| 東日本旅客鉄道   | キハ110系700番台 (TOHOKU EMOTION) |
| 東武鉄道         | 60000系電車                       |
| 福井鉄道         | F1000形電車                       |
| 近畿日本鉄道     | 50000系電車                       |
| 阪急電鉄         | 1000系電車                        |
| 阪堺電気軌道     | 1001形電車                        |
| 広島電鉄         | 1000形電車                        |
| 九州旅客鉄道     | 77系客車                          |
| 肥薩おれんじ鉄道 | HSOR-100形気動車 (おれんじ食堂)   |